# Carpeta especial
En el sistema operativo Windows, las carpetas especiales son usadas por una interfaz para presentar datos de manera abstracta en vez de absoluta. Esto sirve a los programas para pedir la localización de estos archivos al sistema operativo y acceder a ellos sin que la versión o el idioma del sistema operativo que se esté usando.

## Vista general
Windows usa las carpetas especiales para ser consistente en la manera que presenta la información, evitando usar rutas absolutas, independientemente

## Lista de carpetas especiales
Esta es la lista de todas las carpetas especiales a partir de Windows Vista

### Carpetas
| Carpeta                    | Representa                                                                  | Localización                                                           | SO        |
| -------------------------- | --------------------------------------------------------------------------- | ---------------------------------------------------------------------- | --------- |
| Datos de aplicación        | Datos de programa por usuario                                               | %USERPROFILE%\Datos de programa                                        |           |
| Cookies                    | Cookies de Internet Explorer                                                | %USERPROFILE%\Cookies                                                  |           |
| Escritorio                 | Datos del escritorio del usuario                                            | %USERPROFILE%\Escritorio                                               |           |
| Favoritos                  | Favoritos de Internet Exlorer                                               | %USERPROFILE%\Favoritos                                                |           |
| Fuentes                    | Carpeta de fuentes instaladas                                               | %windir%\Fonts                                                         |           |
| Historial                  | Historial del navegador web                                                 | %USERPROFILE%\Local Settings\Historial                                 |           |
| Internet Cache             | Cache de internet (archivos temporales)                                     | %USERPROFILE%\Local Settings\Temporary Internet Files                  |           |
| Local Appdata              | Datos de programa específicos de ordenador y usuario                        | %USERPROFILE%\Local Settings\Application Data                          |           |
| Mis Documentos             | Documentos del usuario                                                      | %USERPROFILE%\Mis Documentos (WinNT line) C:\Mis Documentos (Win98-ME) | 98        |
| Mi Música                  | Música del usuario                                                          | %USERPROFILE%\Mis Documentos\Mi Música                                 | XP        |
| Mis imágenes               | Imágenes del usuario                                                        | %USERPROFILE%\Mis documentos\Mis imágenes                              |           |
| Mis videos                 | Vídeos del usuario                                                          | %USERPROFILE%\Mis Documentos\Mis videos                                |           |
| Programas                  | Grupos de programas del menú "Todos los programas" (espicífico del usuario) | %USERPROFILE%\Menú inicio\Programas                                    |           |
| Reciente                   | "Mis documentos recientes"                                                  | %USERPROFILE%\Reciente                                                 |           |
| Enviar a carpeta protegida | Carpeta del menú "Enviar a"                                                 | %USERPROFILE%\SendTo                                                   |           |
| Menú Inicio                | Carpeta del menú inicio                                                     | %USERPROFILE%\Menú Inicio                                              |           |
| Sistema                    | La carpeta de los archivos de sistema de Windows                            | %windir%\system32                                                      | 2000      |
| Registro de Windows        | La carpeta de los archivos de registro de windows                           | %windir%\system32\config                                               | Windows 7 |

- Datos: Q1353555